# 埃德·霍顿
爱德华·C·霍顿（英語：Edward C. Horton，1967年12月17日—），美国NBA联盟前职业篮球运动员。他在1989年的NBA选秀中第2轮第39顺位被华盛顿子弹选中。